# Hospital Municipal Cardoso Fontes
O Hospital Municipal Cardoso Fontes é um hospital público vinculado à Prefeitura do Rio de Janeiro, localizado no bairro Freguesia de Jacarepaguá, no Rio de Janeiro.

## Histórico
O Hospital Cardoso Fontes (HFCF) foi inaugurado em 2 de maio de 1945 pelo então Presidente da República Getúlio Vargas. Nesta época denominava-se Departamento de Benefício Sanitário Cardoso Fontes.  Integrou a rede de assistência médica do INPS, sendo em 1993 transferido à gestão federal, passando a pertencer à rede de assistência pública do SUS. Em 1999, a gestão passou a ser municipal.
Em agosto de 2017, ouve uma situação caótica no Cardoso Fontes tendo muitas áreas abandonadas, corredores lotados, pacientes amontoados.
Em maio de 2020, a direção do hospital, relata ao Núcleo de Gestão dos Hospitais Federais do Rio a falta de remédios e pede solução para o Ministério da Saúde. Sendo medicamentos que estão abaixo da quantidade ideal, como os sedativos rocurônio, midazolam, cetamina e dexmedetomedina e o antiviral tamiflu, que ficou conhecido no combate ao H1n1 e estava sendo usado para Covid-19.
Em dezembro de 2024, o hospital foi municipalizado e passou para a gestão da Prefeitura do Rio de Janeiro.

## Localização
O complexo hospitalar do Hospital Municipal Cardoso Fontes está localizado na Avenida Menezes Cortes, 3245, em Freguesia de Jacarepaguá, Zona Oeste da Cidade do Rio de Janeiro.

## Caracterização
O hospital conta atualmente com, aproximadamente, 248 leitos em funcionamento, oferecendo serviços como:
- Serviço de Emergência;
- Nefrologia (Clínica, Cirúrgica e Hemodiálise);
- Cirurgia Geral;
- Pneumologia;
- Oftalmologia;
- Odontologia;
- Urologia;
- Urologia Pediátrica;
- UTI Adulto;